# Lavička Wilhelma Exnera
Lavička Wilhelma Exnera, též Exnerova lavička, původního názvu Wilhelm Exner Bank, pro místní známa více pod názvem lavička U Křížku, je jednou z historických laviček v lázeňských lesích města Karlovy Vary. Nachází se na severovýchodním svahu Doubské hory na rozcestí několika lesních cest zvaném „U Křížku“. 

## Historie

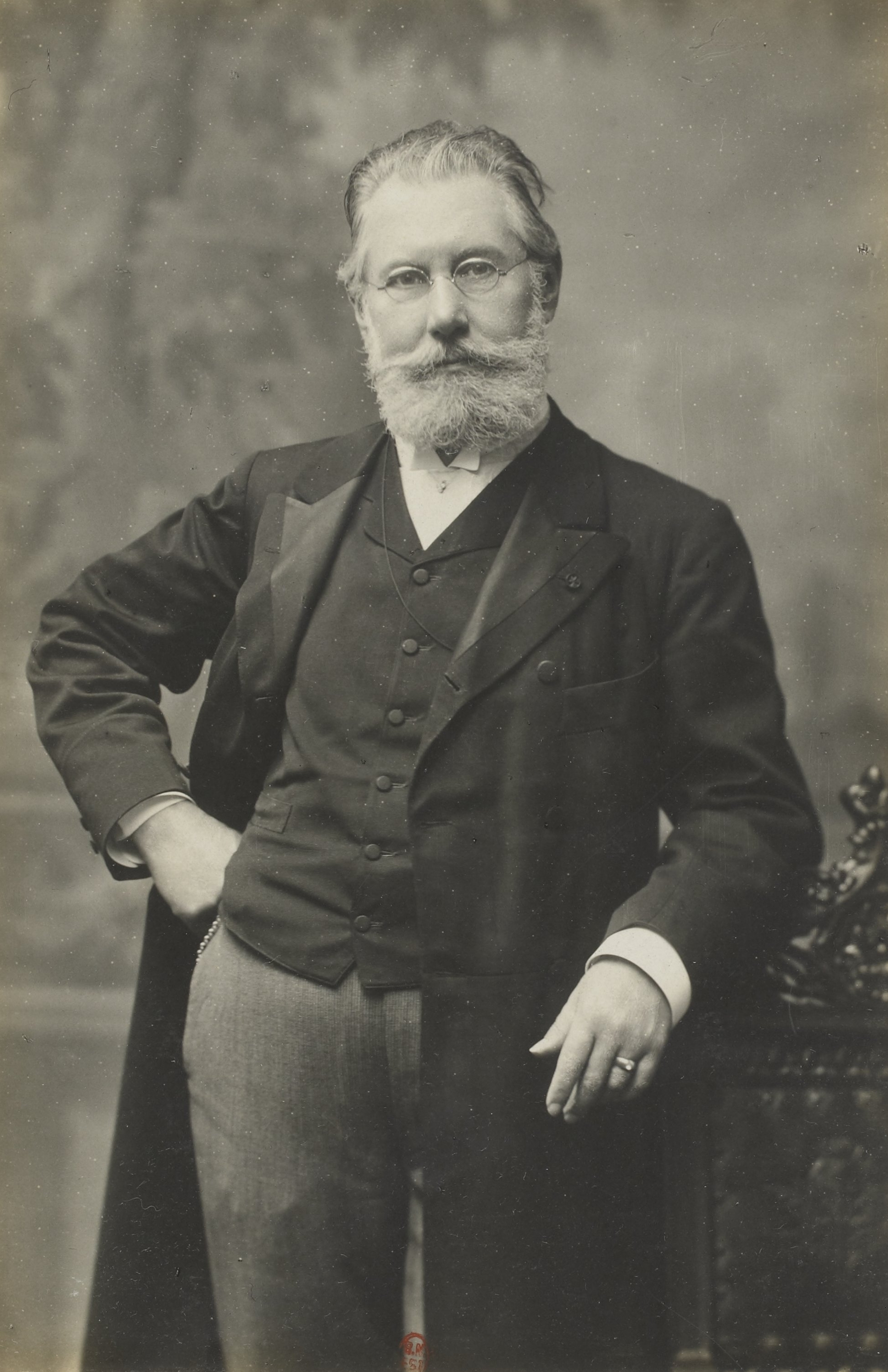
Wilhelm Exner v roce 1900

Svého času bylo zvykem na území karlovarských lázeňských lesů vytvářet drobné či větší historické památníky na počest významného lázeňského hosta či hostů nebo jako poděkování za hostovo uzdravení. Tuto lavičku nechal postavit muž jménem Wilhelm Exner (1840–1931), významná osobnost rakouského vědeckého a politického života, mj. v druhé polovině 19. století poslanec Říšské rady.
Wilhelm Exner byl častým návštěvníkem Karlových Varů. Jak lze zjistit z karlovarských Kurlistů, naposledy lázně navštívil rok před svou smrtí v dubnu 1930 a byl to jeho 59. pobyt v Karlových Varech.
Když v lázních pobýval roku 1912, obrátil se na tehdejšího starostu Josefa Pfeiffera s tím, že by rád městu věnoval skromný trvalý pomník. Jednalo se o osazení lavičky v lázeňských lesích na místě zvaném Hergottl (nyní U Křížku), která by sloužila lázeňským hostům k odpočinku při stoupání na horu Aberg, tehdy s vyhledávanou rozhlednou a restaurací téhož jména. Wilhelm Exner měl vše nejen promyšleno, ale i připraveno. Součástí písemné žádosti starostovi byl též plán lavičky vypracovaný architektem Kathreinem i s rozpisem materiálu, kde kamenné prvky byly navrženy z mramoru, který pocházel z lomu v Untersbergu na bavorsko-rakouském pomezí. Pro sedadlo a opěradlo bylo navrženo dřevo. Starostova odpověď přišla nejen s ujištěním, že dílo bude vždy připomínat pobyty vzácného hosta, ale i s příslibem města na zajištění následné pečlivé údržby.
Wilhelm Exner nechal podle návrhu lavičku zhotovit u akciové společnosti Marmorindustrie Kiefer v Oberalmu u Salcburku, která ji začátkem dubna 1912 na určeném místě osadila. Karlovy Vary pak Exner navštívil hned 10. dubna, tedy den po svých 72. narozeninách. Tehdy v bíle natřeném dřevěném opěradle lavičky byly umístěny okrasné vyřezávané prvky a uprostřed, v horní části opěradla byl vyryt nápis, česky v překladu „UNAVENÝM NÁVŠTĚVNÍKŮM ABERGU“:
DEN ERMÜDETEN ABERG BESUCHERN

Lavička pak byla řádně ošetřována, stejně jako ostatní stavby a památky v lázeňských lesích – pomníky, altány, opěrné zídky, cesty, pěšiny aj. Například 27. dubna 1937 je doloženo hlášení lesního dozorce Franze Franka, který byl pověřen kontrolou příslušného úseku: „Na včerejší služební pochůzce v půl deváté ráno jsem si všiml, že na Exnerově lavičce, která se nachází pod Abergem na místě zvaném Hergottl, je sedadlo i opěradlo propadlé a někde už i chybí. Obnova dřevěných částí by byla nanejvýše nutná“. Oprava nakonec stála 480 korun a stavební úřad k 11. červnu hlásil městské radě, že oprava byla realizována. Asi právě tehdy z lavičky zmizely původní ozdobné dřevěné prvky, včetně vyrytého vzkazu unaveným poutníkům, a byly nahrazeny sice novými, ale už jen běžnými lištami.
Wilhelm Exner se v Karlových Varech těšil všeobecnému uznání. Doložena je např. i jeho přednáška o rozvoji drobných živností a řemesel, kterou v Lázních III přednesl již v roce 1893. Kromě jeho pamětní lavičky byla původně nazvána i jedna z cest přicházející na lesní rozcestí, kde nechal lavičku postavit – Wilhelm Exner Weg.

## Popis
Lavička se nachází na severovýchodním svahu Doubské hory (dříve Aberg) pod někdejší rozhlednou a restaurací Aberg na rozcestí několika lesních cest zvaném U Křížku (původní název Hergottl). Setkávají se zde Evropská dálková trasa E3, lesní asfaltová cesta spojující Aberg s Branaldovou cestou, kratší lesní pěšina – spojnice na Branaldovu cestu a pěšina stoupající z Jungmannovy cesty od altánu Na Výsluní.
Sedadlo a opěradlo jsou dřevěné, natřené zeleným nátěrem. Vše je upevněno na čtyřech původních mramorových podstavcích a umístěno na původní dlažbě z téhož materiálu. Exnerova lavička patří k pamětním místům v karlovarských lázeňských lesích. Je i nadále udržovaná (2023), o což pečuje příspěvková organizace Lázeňské lesy Karlovy Vary, od roku 2023 pod názvem Lázeňské lesy a parky Karlovy Vary. 

## Galerie

Rozcestí U Křížku a lavička Wilhelma Exnera
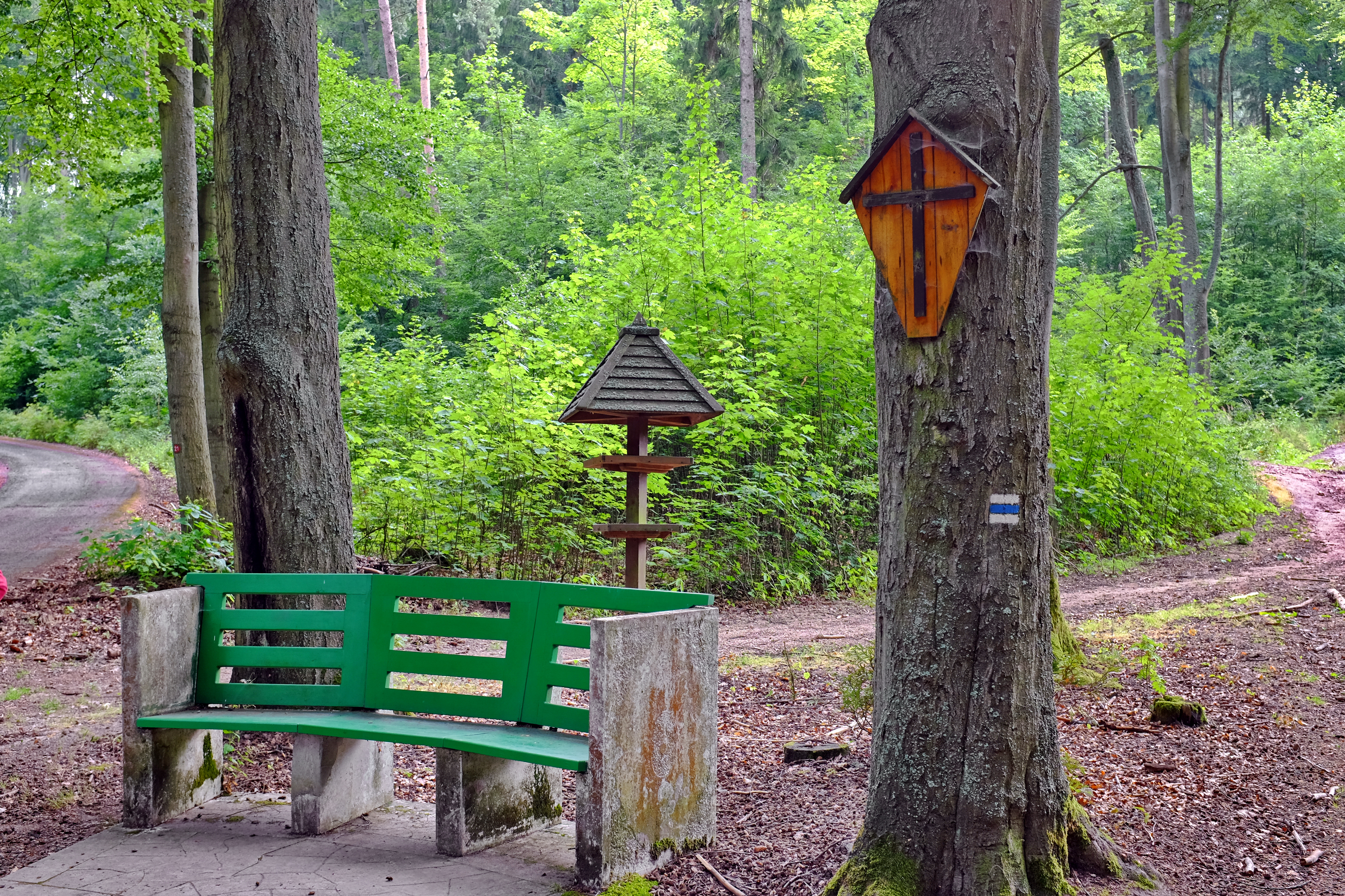
Lavička U Křížku 07/2019
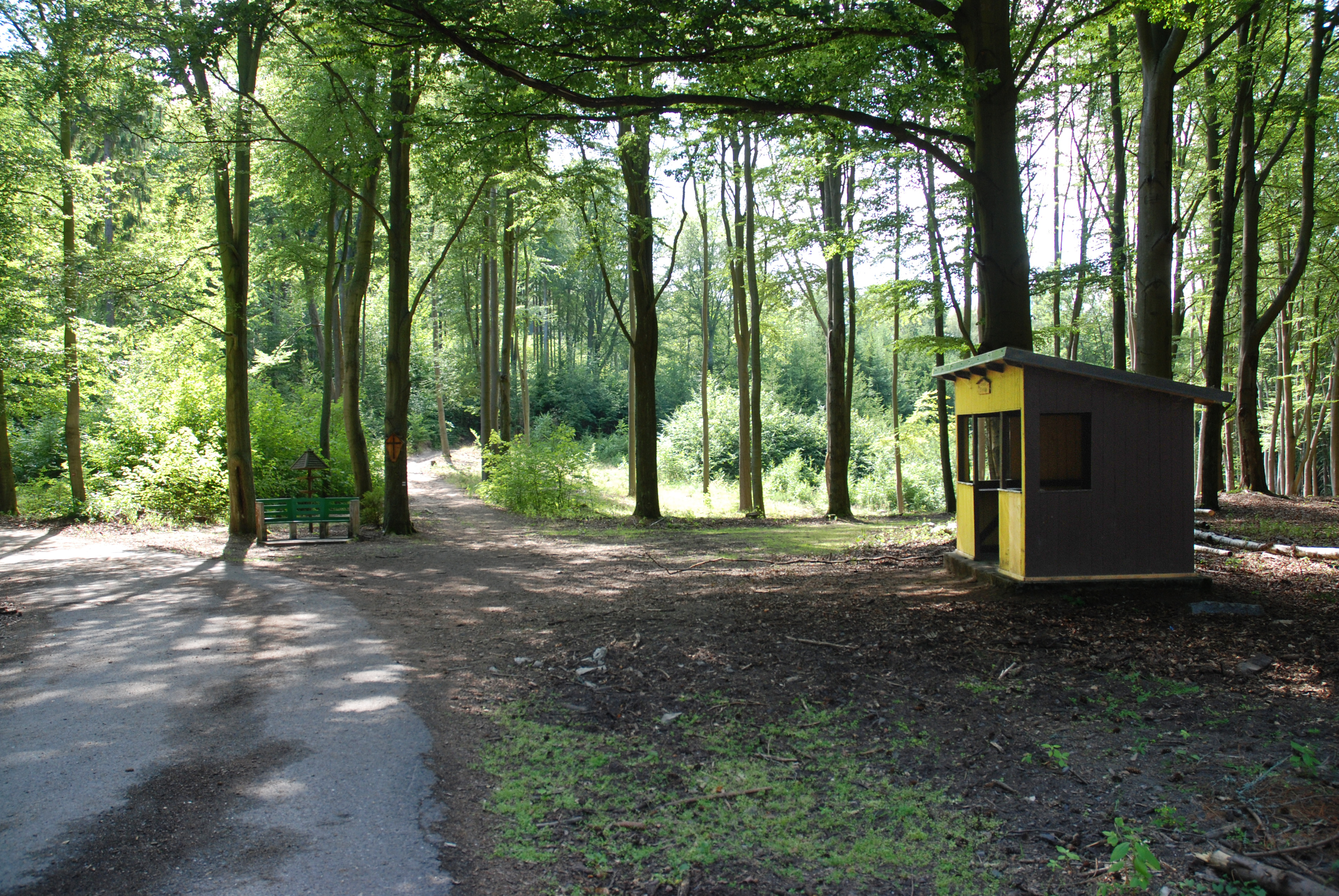
Chata U Křížku 07/2019
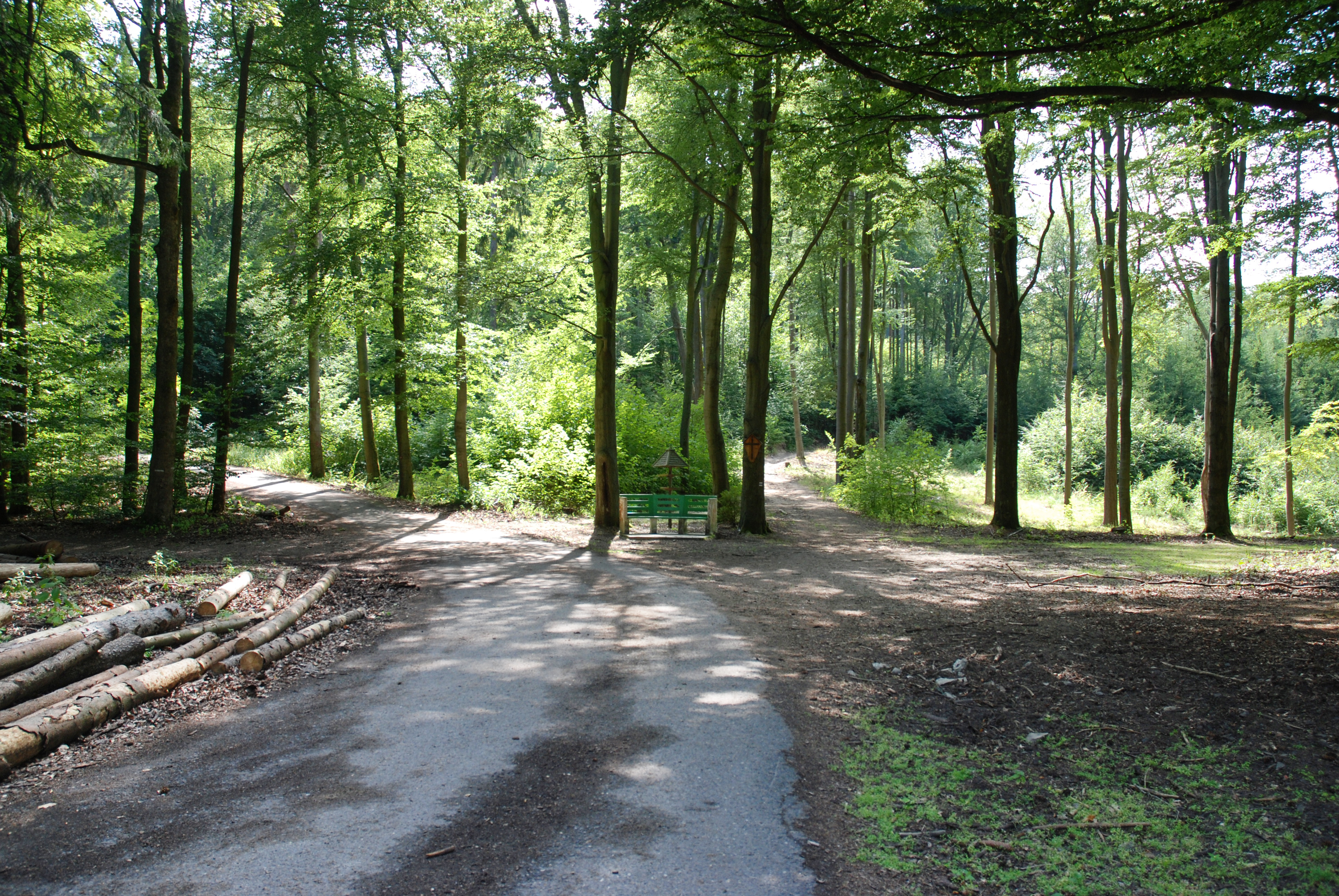
Rozcestí U Křížku 07/2019
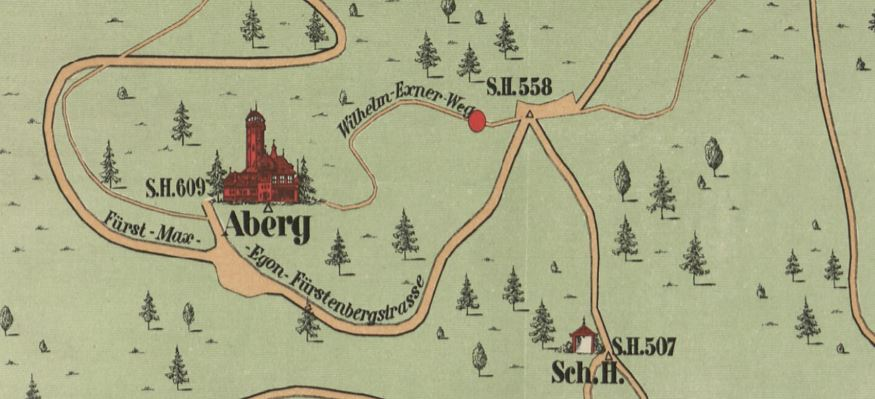
Vyznačení cesty Wilhelm Exner Weg na mapě vycházek v Karlových Varech a okolí z roku 1911
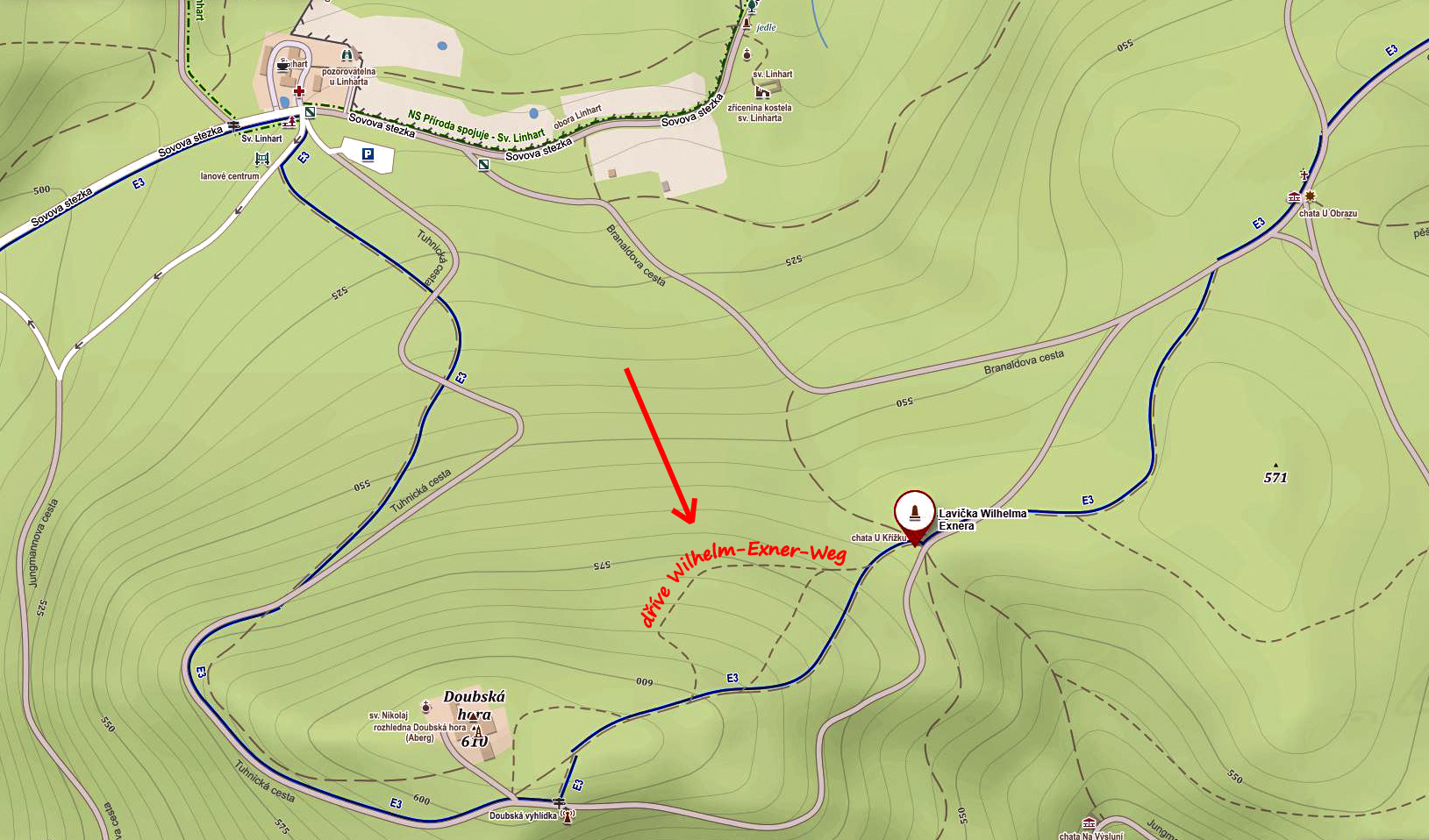
Vyznačení cesty, která kdysi nesla jméno Wilhelma Exnera, na Mapy.cz